# トレント・ロット
チェスター・トレント・ロット（Chester Trent Lott, Sr., 1941年10月9日 - ）は、アメリカ合衆国の政治家。ミシシッピ州出身、所属政党は共和党。連邦上院議員（4期）、共和党上院院内総務・院内幹事を歴任した。宗教は最も原理主義的とされる南部バプティスト。尊敬する政治家は、旧南部連合の初代大統領ジェファーソン・デービスである。

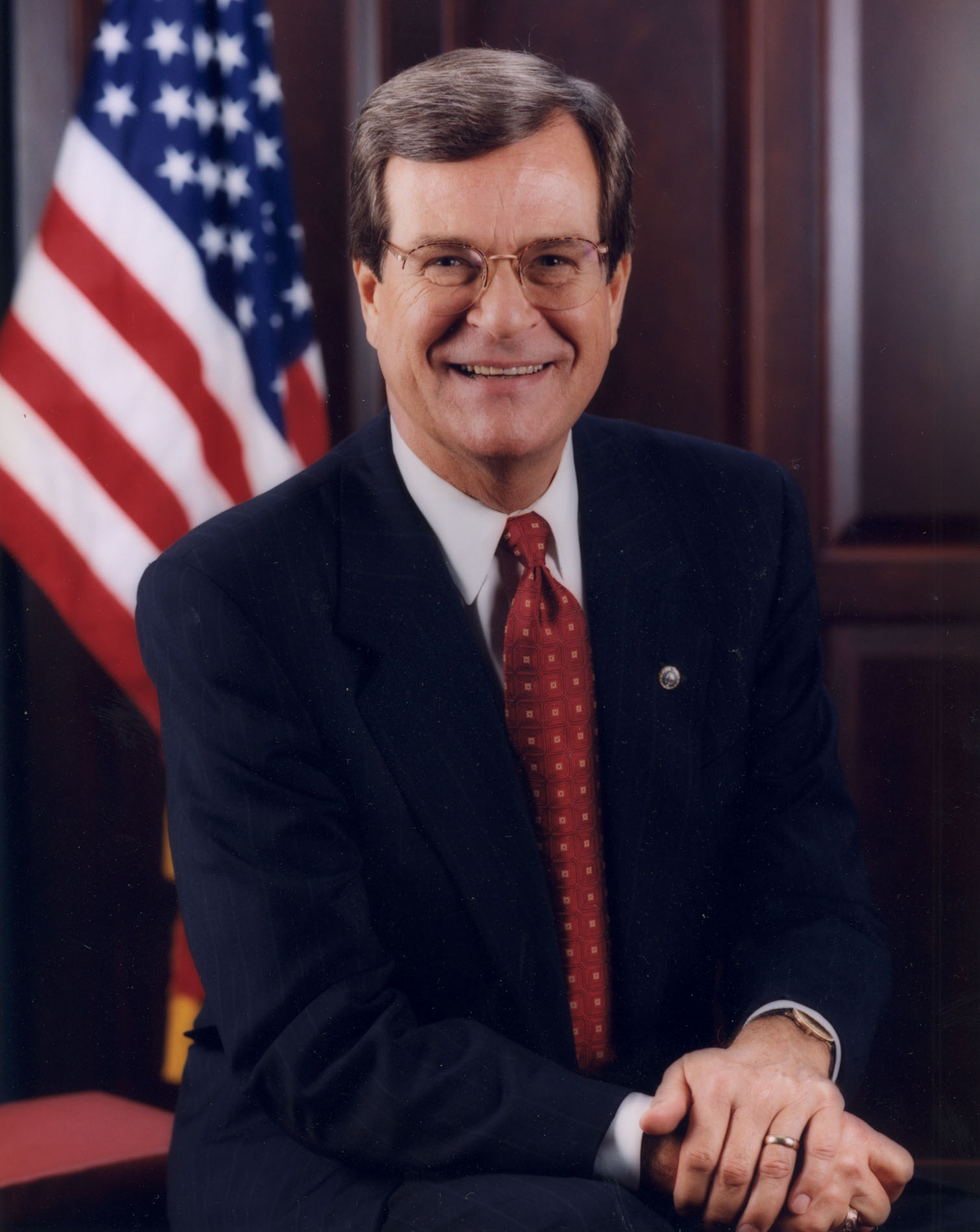
トレント・ロット

## 経歴
ミシシッピ大学を卒業。1972年に連邦下院議員選挙に出馬し、以来8期（1973年 - 1989年）務める。党内保守派で同時に典型的な調整型政治家として立ち回り、1981年 - 1988年までは下院院内幹事をつとめ、ロナルド・レーガン政権を陰で支えた。共和党は当時少数派だったため議長を出しておらず、ロバート・ミッチェル下院院内総務に次ぎ№2の地位にあったが、ミッチェルが温厚で個性の強くない性格だったため、実質的な下院のトップはロットであった。イラン・コントラ事件の際は当時・下院政策委員長だったディック・チェイニーと共に事態収拾に動いた。
1988年、連邦上院議員に鞍替えし当選。下院院内幹事の座をチェイニーに譲る。その後は共和党上院院内幹事（1995年 - 1996年）、ボブ・ドールの大統領選出馬に伴い上院多数党院内総務（1996年 - 2001年）、上院少数党院内総務（2001年 - 2002年）、上院議事運営委員長（2003年 - ?）を歴任。2001年の遺産税廃止を盛り込んだ1兆6千億ドル規模の大型減税審議では政府原案の否決が濃厚になると、故意に反対票を投じ民主党との調整を模索、最終的に減税規模は1兆3千5百億規模で成立を果たす。同年に共和党は上院で過半数を失い政局運営に四苦八苦させられるが、対テロ戦争への国民の支持を追い風に、2002年の中間選挙で過半数を奪還した。
しかし選挙後の2002年12月、1948年のアメリカ合衆国大統領選挙でストロム・サーモンド上院議員が掲げていた人種主義的政策を礼賛するかのような言説を唱え、黒人団体などの激しい糾弾を招く。党内外でロットを擁護する声は上がらずロットは院内総務の地位を追われることになり、選挙を事実上取り仕切っていたウィリアム・フリスト上院議員がその地位に就く。ただ、ロットはその調整能力の高さから政治的影響力は保持し続け、2006年には院内幹事として復権を果たす。2007年12月18日に突如上院議員辞任を発表する。死亡若しくは、任期途中で辞任した際は補選まで州知事が後任を選出する規定が州法に定められており、ロジャー・ウィッカー下院議員がその職を引き継いだ。